# Parafia Najświętszego Serca Pana Jezusa we Wdzie
Parafia Najświętszego Serca Pana Jezusa we Wdzie – rzymskokatolicka parafia we Wdzie. Należy do dekanatu skórzeckiego diecezji pelplińskiej. Erygowana w 1924 roku z parafii Czarnylas. 

## Terytorium parafii
Bojanowo, Cisiny, Długie, Mermet, Smolniki, Wda, Wdecki Młyn, Ziemianek.